# EA-18G (航空機)
EA-18G グラウラー
- 用途：電子戦機
- 製造者：ボーイング社
- 運用者
  -  アメリカ合衆国(アメリカ海軍)
  -  オーストラリア(オーストラリア空軍)
- 初飛行：2006年8月15日 (NEA-18G)[1]
- 生産数：172機（2021年[2]）
- 生産開始：2007年
- 運用開始：2009年9月22日
- 運用状況：配備中
- ユニットコスト：6,820万USドル
- 原型機：F/A-18F スーパーホーネット

EA-18Gは、アメリカ合衆国の電子戦機で、EA-6B プラウラーの後継機として複座型のF/A-18F スーパーホーネットをベースに開発された。愛称はグラウラー（Growler：「うなる者」の意、「グロウラー」と読む場合もある）。

## 開発経緯
アメリカ海軍では、2010年から減勢が始まるEA-6Bの後継機としてF/A-18F ブロック II戦闘攻撃機をベースとした電子戦機を開発することとし、F/A-18F（F-1）を使用して初期の飛行デモンストレーションが実施され、2001年11月15日に完了した。2003年12月29日にはアメリカ海軍が、5年間のシステム設計および開発（SDD）契約をボーイング社に与え、海軍の正式プログラムとしてスタートした。
アメリカ海軍はボーイング社に試作機2機の開発契約を与え、2006年8月16日に試作初号機(EA-1)がボーイング社セントルイス工場に隣接するランバート国際空港で初飛行し、9月22日にアメリカ海軍に引き渡されてパタクセント・リバー海軍航空基地の海軍航空戦センター（Naval Air Warfare Center）で試験が開始され、試作2号機（EA-2）も2006年11月13日にランバート国際空港で初飛行を行い、11月29日に海軍航空戦センターへ引き渡されている。
EA-18G量産機は2006会計年度に4機の初期生産型が発注され、2007年1月には試作機を使用してのAN/ALQ-99戦術妨害装置ポッドによる妨害飛行試験にも成功している。
2007年9月24日に量産初号機（G-1）がアメリカ海軍へ引き渡され、2008年6月4日には艦隊即応飛行隊（FRS）向けの量産機の引き渡しが開始され、まずホイッドビー・アイランド海軍航空基地の第129電子戦飛行隊（VAQ-129 Vikings）に配備されて乗員訓練が開始された。続いて最初の実戦部隊となる第132電子戦飛行隊（VAQ-132 Scorpions）への配備が開始され、2009年9月に初期作戦能力（IOC）を獲得した。
2021年3月19日より、F/A-18F ブロック III相当に改修された機体の納入が行われている。

## 機体構成
EA-18Gは、F/A-18FをベースとしたエアフレームにEA-6B ICAPIIIをベースとしたミッションシステムを搭載している。AN/APG-79火器管制レーダーは維持されているが、M61A2機関砲は削除された。また後部胴体にも電子戦用機器が追加搭載されている。
電子戦システムの中核となるのがAN/ALQ-218電波探知装置であり、その受信アンテナは、F/A-18Fにおける翼端ミサイルランチャーを置き換える形で搭載されている。また通信電子戦を担当するAN/ALQ-227通信対抗手段セット（CCS）も搭載される。一方、電波妨害装置はハードポイントにポッドを吊下する方式であり、従来はEA-6B以来のAN/ALQ-99戦術電波妨害装置（Tactical Jamming System: TJS）が用いられてきた。後にはこれを補完するとともに最終的には代替するものとしてAN/ALQ-249次世代電波妨害装置（Next Generation Jammer: NGJ）が開発されたが、NGJを搭載・運用するにはハードポイントの配線の改修などを行う必要があり、これは空中電子攻撃システム強化（Airborne Electoronic Attack System Enhancement: ASE）の一環として、ECP（Engineering Change Proposal: 技術変更提案）6472として施行される。またECP6482として、AN/ALQ-218も(V)2に換装される。
ハードポイントはF/A-18E/Fの11箇所から両翼端のミサイルランチャーがAN/ALQ-218の受信アンテナポッドに変更されたため9箇所になり、うち胴体中心線下のステーションナンバー5と両主翼下中央のステーションナンバー2と8にはAN/ALQ-99のポッドが装備される。胴体下のものは低バンドの妨害装置ポッドで、両主翼下のものは高バンドのポッドである。残りのステーションにはミッションに応じた装備品が搭載され、うち2箇所は原則としてAGM-88 HARM対レーダーミサイルの搭載ステーションとされている。また、ステーション4と6にはAIM-120 AMRAAM空対空ミサイルを搭載できる。フェリー飛行の際には胴体下と翼下に480ガロン（約1,817リットル）タンクを計5個装着して1,800海里（約3,334km）飛行できる。なおNGJをフル構成で搭載する場合は増槽を搭載する余地がなくなるため、コンフォーマル・フューエル・タンク（CFT）の開発が進められているものの、空母での適合試験で問題が生じたとして、2024年現在、採用に至っていない。
コックピットはF/A-18Fと基本的に変わらないが、後席には電子妨害士官（ECMO）が搭乗し、多機能表示装置にECM状況などの表示が行える。また、前席のパイロットも同じ情報を多機能表示装置に映し出すことが可能である。

## 採用国
アメリカ合衆国
アメリカ海軍は、老朽化していたEA-6Bプラウラー艦上電子戦機の後続機として2006年から配備されている。全114機を保有し、すべての空母航空団にEA-18Gによる１個のVAQを組み入れる予定である。
 オーストラリア
オーストラリア空軍は、F-111C戦闘機の後継機として導入を予定していたF-35の開発遅延により、更新計画を予定通り進めるため代替機（F-35の採用は既に決定しているため、同機が導入されるまでの「つなぎ」）としてF/A-18Fを24機導入しているが、これらF/A-18Fのうち12機には、将来F-35が導入された際にはEA-18Gへの改修・転換を図ることを考慮して、電子戦機への改修に必要な配線等が既になされている。
2012年8月にオーストラリア政府がこの改修案を正式決定したため、将来的にオーストラリア空軍がEA-18Gの運用国となることが決定した。当初の計画通り12機がEA-18Gへの改修・転換を受け、運用能力獲得に必要な機体改修費や訓練システム導入費などの経費は15億ドルと予定されている。しかし、その後オーストラリア政府は24機をそのまま戦闘攻撃機として使用し、新たにEA-18G 12機を導入する計画に変更したため改造は行われないことになった。
オーストラリア空軍向けEA-18G初号機は2015年7月30日に初飛行し、アメリカ本土でオーストラリア空軍へ引き渡された後、アメリカ海軍第9試験評価飛行隊（VX-9 Vampires）で6ヶ月間の実用試験が行われた。オーストラリア本土へは2017年2月からフェリーフライトを開始、クイーンズランド州アンバレー空軍基地に全機配備されており、2019年4月30日に初期作戦能力（IOC）を獲得した。EA-18Gはアメリカでも機密度の高い機体であるが、これを導入できたのはオーストラリアがUKUSA協定に参加していることと無縁ではない。
2018年に離陸時の火災により1機（機体番号A46-311）を喪失。2021年にアメリカから代替機1機の購入を提案し、認められている。

### 検討国
日本
2018年1月1日、日本政府が電子戦用の攻撃機を導入する検討に入り、EA-18Gが候補に入っていると報じられた。
 フィンランド
フィンランド空軍が運用しているF/A-18C/D戦闘機の後継機となる、新戦闘機導入計画「HX」に対して、ボーイング社とアメリカ海軍がF/A-18E/FとEA-18Gをパッケージとして提案する意向を示しており、2019年2月18日にアメリカ国防総省はフィンランドへのEA-18G輸出を承認した。
 ドイツ
2020年4月19日、トーネード ECRの後継機として、15機を購入する方針を示した。

## 性能諸元
- 全幅：13.62m（主翼端ポッドを含む）/9.94m（主翼折り畳み時）
- 全長：18.33m
- 全高：4.88m
- 主翼面積：46.5m2
- 空虚重量：15,011kg
- 最大離陸重量：29,900kg
- 最大帰投重量：21,772kg
- ゼネラル・エレクトリック製F414-GE-400 ターボファン×2基
- エンジン推力：62.3kN（ドライ時）/97.9kN（A/B使用時）
- 機内燃料重量：6,323kg
- 最大速度：マッハ1.6
- 戦闘上昇限度：15,240m
- 最大航続距離：2,361km
- 乗員：2名
- 武装
  - AIM-120 AMRAAM
  - AGM-88 HARM